# Denominace islámu
Islám se dělí na různé větve a školy. Základním rozdělením je rozdělení na větev sunnitskou a šíitskou, vedle toho pak existují malé sekty jako cháridža, ibádíja nebo mahdavíja, které nelze počítat ani k jedné ze základních větví. Dalším dělením jsou různé školy (či tradiční proudy), přičemž se rozlišují školy dvou typů – právní školy (tzv. mazhaby) a teologické školy či dogmata (aqidahy). Vedle toho stojí mystický proud zvaný súfismus, který se dělí na různé řády a bratrstva (taríka). Právní školy v sunnitském islámu jsou tradičně čtyři: hanífovský mazhab (zakladatel Abú Hanífa), málikovský mazhab (zakladatel Málik ibn Anas), šáfiovský mazhab (zakladatel Al-Šáfí) a hanbalovský mazhab (zakladatel Ahmad ibn Hanbal). Za zaniklou pátou školu je označován záhirovský mazhab. (Nutno podotknout, že salafísté, wahhábisté nebo představitelé hnutí Ahle Hadith neuznávají žádný ze čtyř tradičních madhhabů). Šíité se dělí na minoritní větev ismá'ílíja a hlavní větev isná ašaríja (dvanáctníků), plus existují šíitské sekty jako alevité, alavité nebo zajdíja (v minulosti i známí asasíni). Základní právní školou dvanáctníků je dža'farovský mazhab, který vyznávají prakticky všichni šíité, ale dělí se na dvě větve, usuli a akbari. Vedle škol právních lze rozlišit několik škol teologických. První z nich je kalám, někdy zvaný též klasická škola (či dialektická), která se dále štěpí na ašaristy, maturidisty a ataristy. Dalšími teologickými školami jsou murjía, kvadaríja, mu’tazila (považovaná za nejracionálnější), džahmí a bátininija. Nejznámějšími mystickými, tedy súfistickými řády jsou bektašíja, čištíja, nakšbandíja, kádiríja, tidžáníja a mauláwíja (znám též jako dervišové). Vedle toho existují různé hraniční nominace, které vznikly většinou relativně nedávno, například vesměs súfistické libyjské hnutí senussiů z 18. století, mesianistické hnutí ahmadíja z 19. století, nebo černošská islámská hnutí v USA z 20. století, z nichž nejznámější je Nation of Islam, které ovšem hlavní muslimské proudy označily za širk (tedy modloslužebný, úchylný kult). I o některých dalších směrech 20. století se spekuluje, nakolik je lze přičlenit ke starší tradici a zda se s ní nerozcházejí v zásadě radikálním způsobem: lze zmínit salafísmus, wahhábismus, Muslimské bratrstvo, Džamaat-e-Islami, Islámský stát, Al-Kajdá (tedy vše co bývá shrnováno pod pojem islamismus nebo islámský fundamentalismus). Na druhé straně stejné podezření padá na liberální nové směry jako jsou Gülenovo hnutí, Tolu-e-Islam nebo koránští muslimové.